# Gute Reise
Gute Reise (Bon Voyage) ist ein Propagandafilm, den Alfred Hitchcock im Jahr 1944 nach einer Idee von Arthur Calder-Marshall drehte. Er ist einer von zwei Filmen, die er auf Vermittlung eines Freundes für das britische Informationsministeriums in England drehte, um einen Beitrag zu den Kriegsanstrengungen der Alliierten zu leisten und der französischen Résistance gegen die Besatzung durch das nationalsozialistische Deutschland seine Reverenz zu erweisen (der andere Film: Aventure Malgache).

## Handlung
Der junge Schotte John Sandy Dougall ist im Zweiten Weltkrieg Pilot der Royal Air Force. Nach seiner erfolgreichen Flucht aus einem deutschen Kriegsgefangenenlager wird er in London zu den Umständen seines Entkommens befragt. In einer Rückblende wird nun aus Dougalls Sicht erzählt, wie er mit einem polnischen Begleiter, mit dem zusammen er aus dem Lager floh, durch das besetzte Frankreich flüchtete.
Es beginnt damit, dass beide ein Café in Reims aufsuchen wollen, um dort mit Hilfe eines Codeworts einen Kontakt zur Résistance herzustellen. Der Pole kann Dougall überzeugen, das Café alleine aufzusuchen, da sich der Schotte durch seinen Akzent verraten könnte. Er kommt, selbst am Arm verletzt, mit einem Ehepaar aus der Résistance zurück und erzählt, dass er bei der Flucht einen Nazi töten musste. Die beiden jungen Männer nutzen die Kontakte, um mit falschen Papieren zur Küste zu gelangen, wo ein Flugzeug nach England auf sie wartet. Da das Flugzeug nur einen Passagier aufnehmen kann, verzichtet der Pole und übergibt dem Schotten einen Brief, den dieser in England einem Kontaktmann übergeben soll.
Der britische Offizier fragt nach dem Namen des Adressaten, den Dougall jedoch aufgrund eines Ehrenworts gegenüber dem Polen nicht nennen möchte. Nun erzählt der Offizier, was es tatsächlich mit dem Polen auf sich hat. Er ist in Wahrheit ein Nazi, der die Identität eines ähnlich aussehenden Polen angenommen hat, der sich noch immer in deutscher Kriegsgefangenschaft befindet. Er wollte sich in Dougalls Vertrauen einschleichen, um die Verbindungen innerhalb der Résistance in Erfahrung zu bringen.
Eine weitere Rückblende zeigt, dass der Nazi nicht das vereinbarte, sondern ein völlig anderes Café aufgesucht hat. Der Nazi hat sich dort mit einem Ehepaar aus der Résistance getroffen, das jedoch bereits enttarnt war. Ein Kollaborateur, der bereits auf sie gewartet hat, folgt den Dreien und der Nazi schlägt ihn nicht nur nieder (wie offenbar vereinbart), sondern tötet ihn, wie er es später dem Schotten berichtet hat, jedoch lediglich um seine Tarnung zu perfektionieren.
Nachdem er dies erfahren hat, gibt Dougall dem britischen Offizier den Namen des Adressaten des Briefs.

## Hintergrund
- Alfred Hitchcock verwendet in Bon Voyage ein ähnliches erzählerisches Motiv wie Akira Kurosawa in seinem berühmten Film Rashomon, indem er eine Geschichte aus mehreren Perspektiven erzählt.
- Hitchcock inszenierte Bon Voyage, abgesehen von der Hauptfigur, mit in England lebenden französischen Flüchtlingen, die sich zu einer Theatergruppe namens Molière Players zusammengeschlossen hatten.
- Hitchcock erhielt während der Dreharbeiten als Honorar 10 Pfund pro Woche.
- Bon Voyage wurde ebenso wie Aventure Malgache in französischer Sprache gedreht.
- Bei den Dreharbeiten wurde Hitchcock von diversen französischen Angehörigen der freien Streitkräfte Frankreichs beraten, die ihm nicht nur in den Film hineinredeten, sondern darüber hinaus untereinander konkurrierten, stritten und sich uneinig waren. Diese Situation inspirierte Hitchcock für seinen zweiten Propagandafilm, Aventure Malgache, in dem ein Hauptmotiv die Uneinigkeit innerhalb der französischen Widerstandsbewegung ist.
- Beide Filme liefen auf Arte mit deutschen Untertiteln. Beide Filme sind in den USA auf einer DVD erschienen. Ende Juni 2011 erschien in Deutschland innerhalb der Doppel-DVD Alfred Hitchcock XXL eine DVD, die neben der Originalfassung auch eine deutsch synchronisierte Fassung der beiden Filme enthält.